# محمدعلی پیران
محمدعلی پیران (متولد ۱۳۷۴ در بندر دیلم) بازیکن تیم ملی والیبال جوانان ایران و بازیکن فعلی تیم باشگاه والیبال سپاهان اصفهان است.

## درباره
پیران در مسابقات سوپر لیگ جوانان درخشید و به تیم ملی جوانان دعوت شد. پیران اولین بازیکن بوشهری است که به تیم ملی والیبال راه یافته و توانسته در لیگ برتر ایران حضور داشته باشد. وی همچنین توانست به‌عنوان اولین لژیونر تاریخ استان بوشهر در لیگ ترکیه به میدان برود، پیران در سال ۱۳۹۴ توانست به عضویت تیم ملی جوانان برسد و وارد مسابقات جهانی مکزیک شد.

## شروع والیبال و باشگاهی
او کار خود را در با مسابقات قهرمانی مدارس استان بوشهر شروع کرد و با تیم به مسابقات قهرمانی کشور در سال ۱۳۸۹ در زنجان اعزام شد. بعد از حضور در مسابقات کشوری به‌عنوان بازیکان منتخب کشور به تبم ملی دانش آموزی راه پیدا کرد. بعد از مدتی به تیم نوجوانان باریج اسانس کاشان پیوست و در اولین فصل حضورش در سوپرلیگ جوانان والیبال ایران با پیراهن باریج اسانس به مقام پنجمی رسید. سپس به تیم دلیران دشتی بوشهر پیوست که همچنین با این تیم توانست به‌عنوان نایب قهرمان لیگ دسته یک سال ۱۳۹۲ دست پیدا بکند. او سپس در فصل ۱۴۰۰ به تیم پیکان تهران پیوست. عملکرد خوب او در این تیم باعث شد تا عنوان موثرترین بازیکن لیگ جوانان سال ۱۳۹۴ را به دست بیاورد. در آن فصل پیکان تهران با عملکرد درخشانمحمدعلی پیران ومحمد جواد معنوی نژاد بدون هیچ شکستی به‌عنوان قهرمان ۱۳۹۴ معرفی شد. او سپس به قزوین آمد و فصل بعد را در شهرداری قزوین گذراند. عملکرد درخشان پیران در این فصل باعث شد تا برای اولین بار این تیم به مرحله پلی آف برسد. در ادامه و در فصل ۱۳۹۸ او به سرباز به تیم لیگ برتری عقاب تهران پیوست اما در نیم فصل از این تیم جدا شد و به تیم سال گذشته خود شهرداری قزوین پیوست. در فصل۱۳۹۹ پیران با توجه به پیشنهادها خارجی تصمیم گرفت به تیم دینامیک ماردین ترکیه بپیوندد و به‌عنوان اولین لژیونر تاریخ استان بوشهر عازم ترکیه بشود. عملکرد درخشان پیران در فصل ۲۰۲۱–۲۰۲۰ باعث شد که پیشنهادها متعددی به پیران برای فصل آینده بشود. پیران در فصل ۲۰۲۱–۲۰۲۲ با عقد قراردادی به تیم هاتای ارزین ترکیه پیوست و با توجه مشکلات اقامت مجبور به بازگشت به ایران شد ودر نیم فصل دوم به تیم چادر ملو پیوست. سپس او در فصل ۱۴۰۱ به تیم دخانیات تهران پیوست. عملکرد درخشان پیران باعث شد دخانیات به چهار تیم پایانی لیگ راه پیدا کند و به عنوان سوم لیگ دست پیدا بکند. در فصل ۱۴۰۲ پیران به تیم سپاهان اصفهان پیوست و در این تیم حضور دارد. پیران به اولین لژیونر تاریخ والیبال استان بوشهر بوده‌است.

## تیم ملی

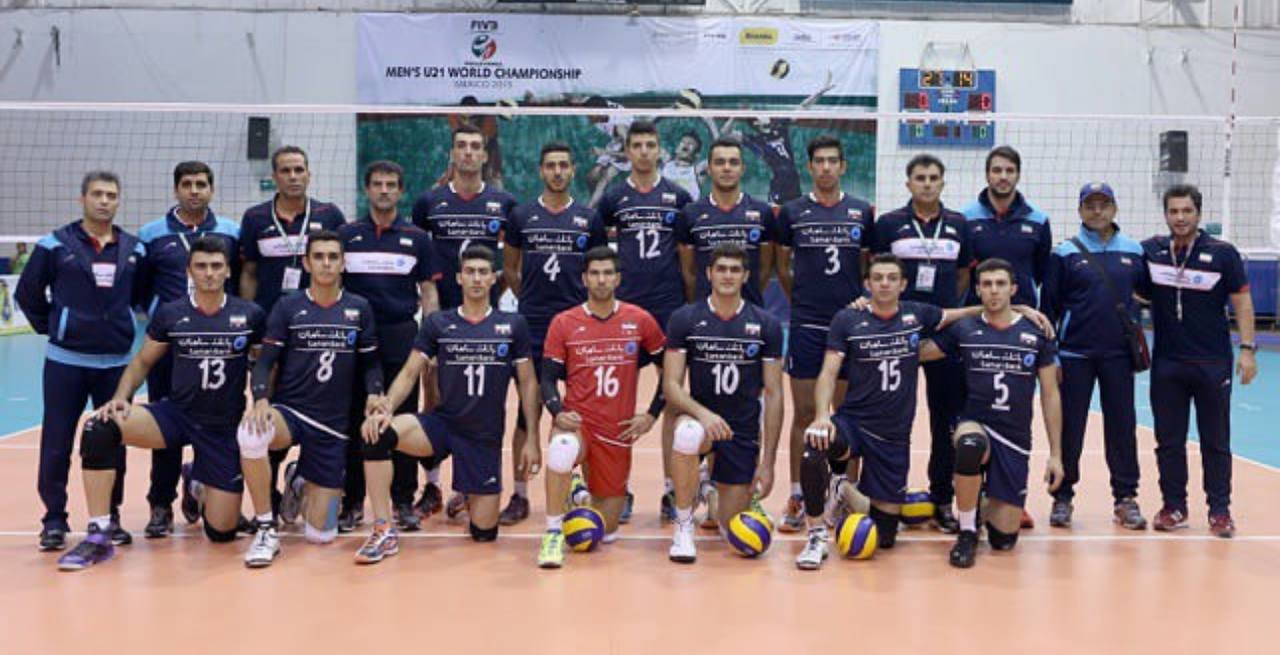
مسابقات جهانی: تیم ملی جوانان ایران سال ۲۰۱۵ مکزیک

پیران بعد از دو دوره ناکامی و مصدومیت بد موقع در اردوهای تیم ملی نوجوانان و جوانان سرانجام در سال ۱۳۹۴ بعد از درخشش با تیم پیکان و کسب عنوان قهرمانی با این تیم به تیم ملی جوانان راه یافت.

## افتخارات

### باشگاهی

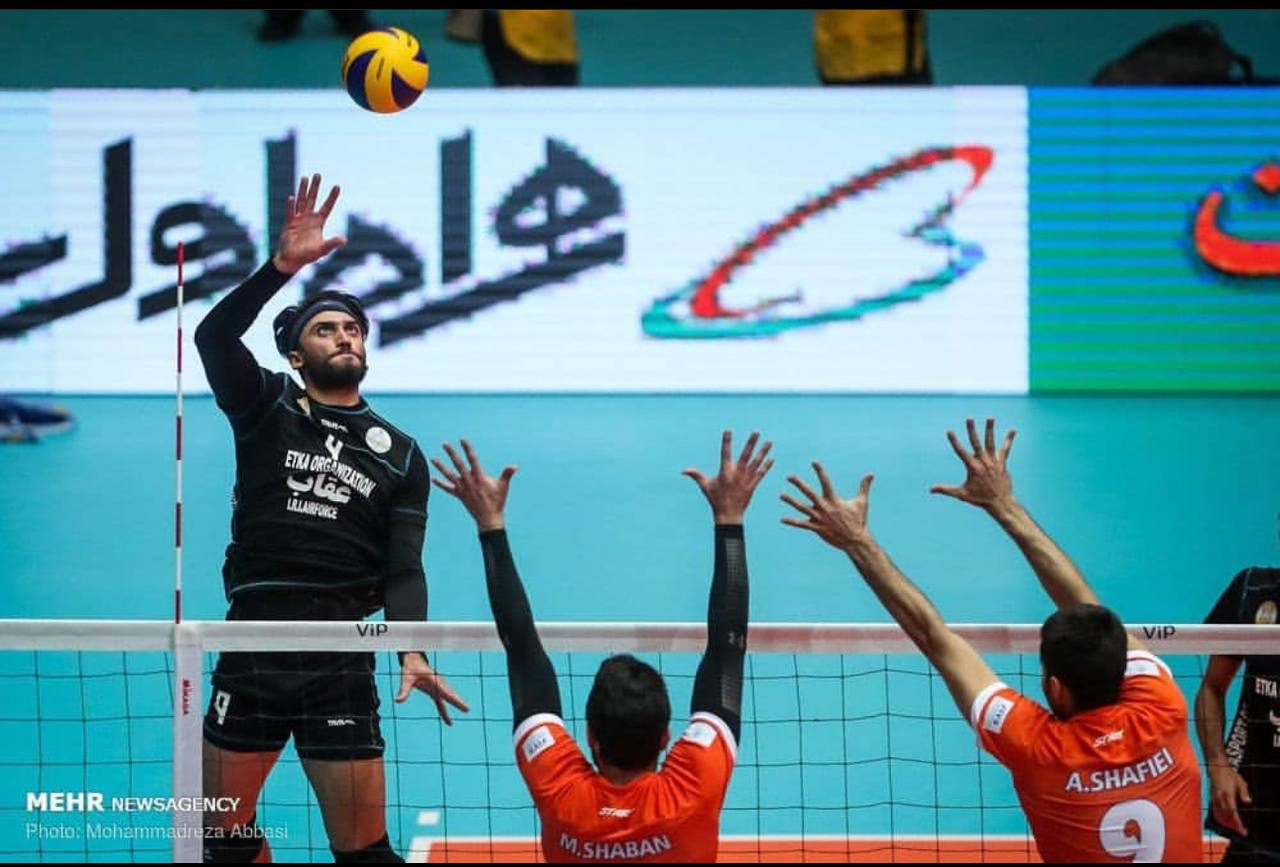
باشگاه: عقاب تهران پیران در مقابل علی شفیعی ومجتبی شبان فصل ۱۳۹۸

- نایب قهرمانی در لیگ یک والیبال ایران (۱۳۹۲) - با دلیران دشتی
- قهرمانی در سوپر لیگ جوانان والیبال ایران (۱۳۹۴) - با پیکان تهران
- سومی در  لیگ یک والیبال ایران (۱۴۰۱) - با دخانیات تهران

### ملی

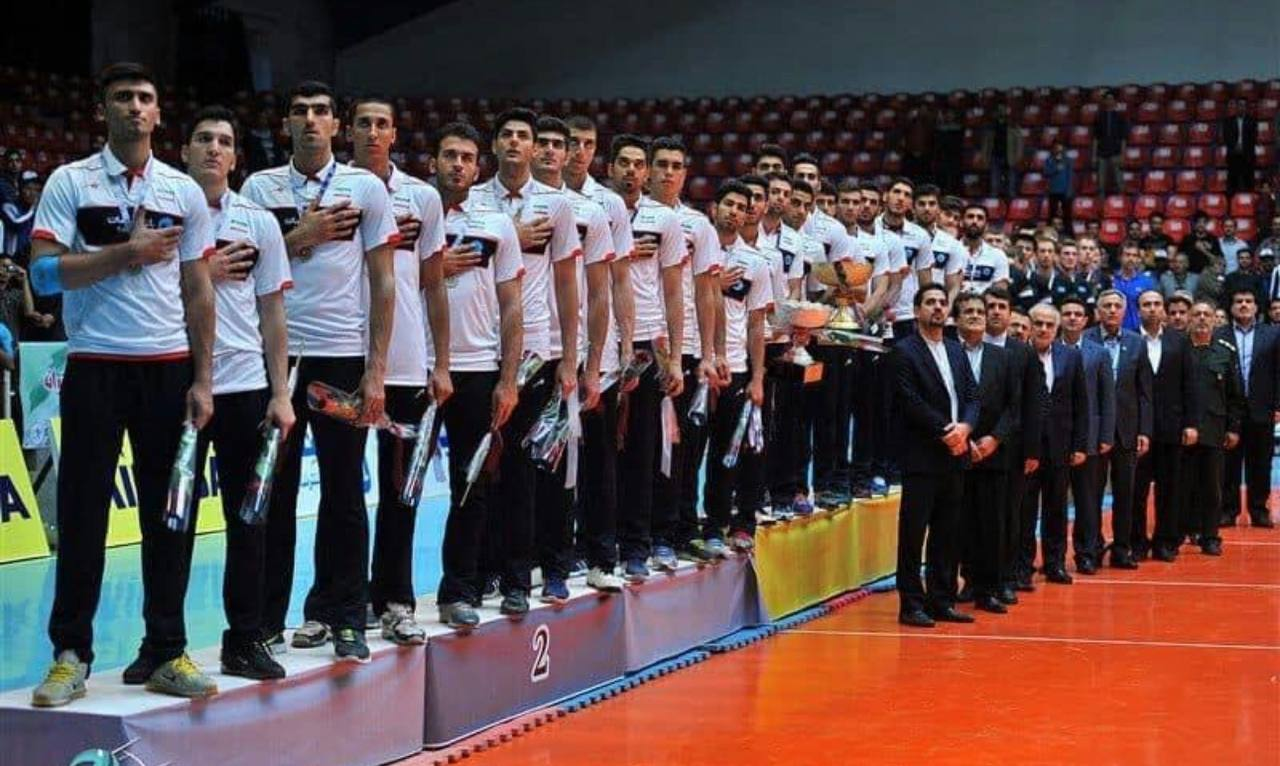
تیم ملی: محمدعلی پیران سال ۱۳۹۴

- نایب قهرمانی در مسابقات قهرمانی امیدهای آسیا (۲۰۱۵) - با تیم ملی جوانان

### انفرادی
- کسب عنوان موثرترین بازیکن جوانان لیگ در سال ۱۳۹۴ با پیراهن پیکان تهران شد
- کسب عنوان بهترین بازیکن امیدهای کشور درسال در سال ۱۳۹۶ با تیم ایلام در مسابقات قهرمانی کشور اراک

## مربیگری

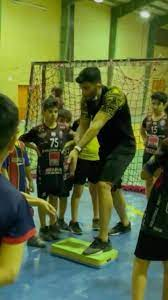
محمدعلی پیران در حال آموزش مدرسه والیبال پیران بندر دیلم سال۱۴۰۰

وی در بندر دیلم مدرسه والیبال خود را به نام مدرسه والیبال پیران بندر دیلم در سال ۱۳۹۴ تأسیس کرد و به کسانی که به این رشته ورزشی علاقمند هستند آموزش می‌دهد. که عناوین و افتخارات بسیاری در سطح استان بوشهر برای شهرستان به‌دست آورد.

## مصدومیت

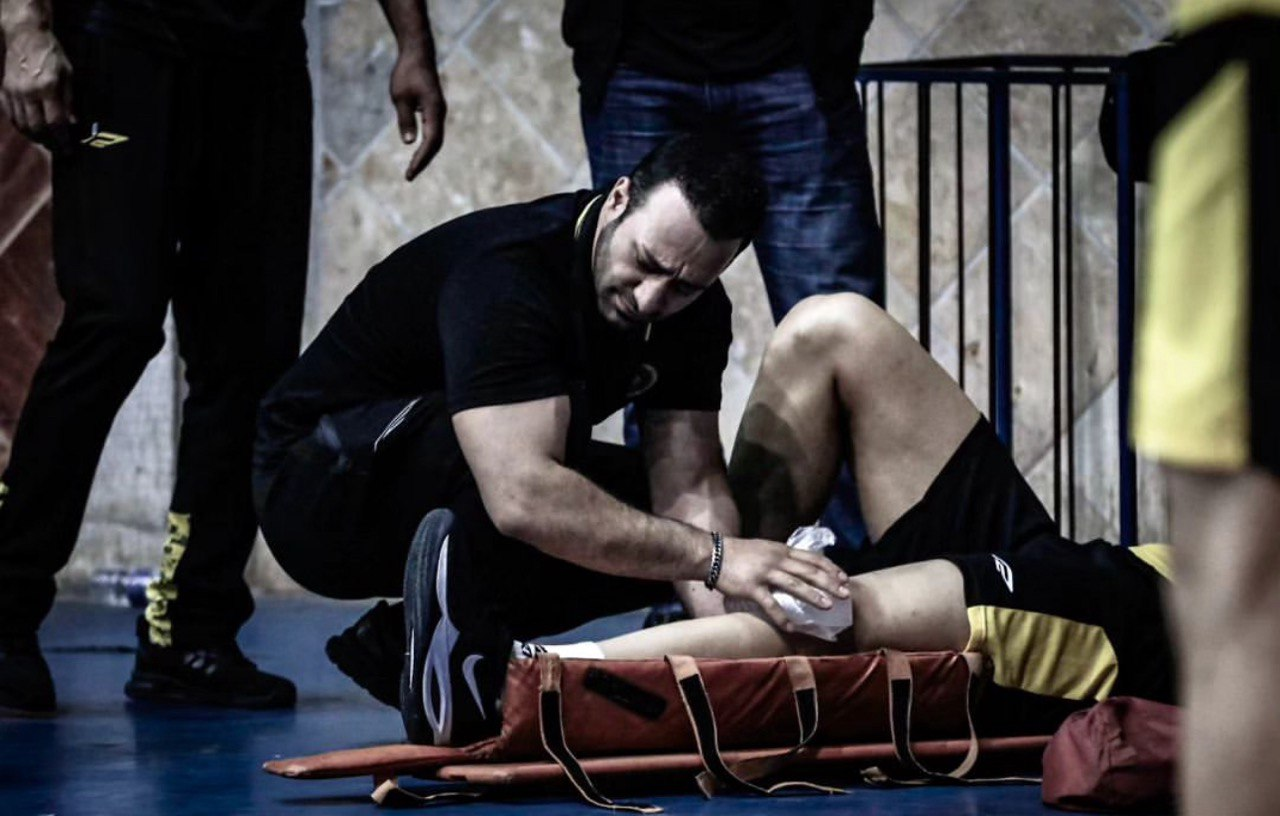
نشسته: پوریا ملکی- پزشک، دیدار باشگاه والیبال سپاهان اصفهان و کود گلفام بازی فصل ۱۴۰۲

در هفته پنجم لیگ دسته اول ۱۴۰۲ مقابل کود گلفام آمل در سالن پیامبر اعظم در حین بازی دچار مصدومیت شدید از ناحیه زانو شد